# Zebrasoma desjardinii
A Zebrasoma desjardinii a sugarasúszójú halak (Actinopterygii) osztályának sügéralakúak (Perciformes) rendjébe, ezen belül a doktorhalfélék (Acanthuridae) családjába tartozó faj.

## Előfordulása
A Zebrasoma desjardinii előfordulási területe az Indiai-óceán és a Vörös-tenger. Az elterjedése délen leér a Dél-afrikai Köztársaságbeli KwaZulu-Natalig, keletre pedig Indiáig, Jáváig, valamint a Kókusz (Keeling)-szigetekig. A Karácsony-sziget környékéről azonban hiányzik.

## Megjelenése
Ez a halfaj általában 32 centiméter hosszú, de elérheti a 40 centiméteres hosszúságot is. A hátúszóján 4 tüske és 27-31 sugár van, míg a farok alatti úszóján 3 tüske és 22-24 sugár látható.

## Életmódja
Trópusi, tengeri hal, amely a korallzátonyokon vagy a vízalatti szirteken él, 3-30 méteres mélységek között. A felnőtt általában párban él; a lagúnákat és korallszirtek peremét választja élőhelyéül. A fiatal magányosan a szarukorallok között rejtőzik.

## Felhasználása
Az akváriumok számára ipari mértékben fognak be belőle.

## Képek

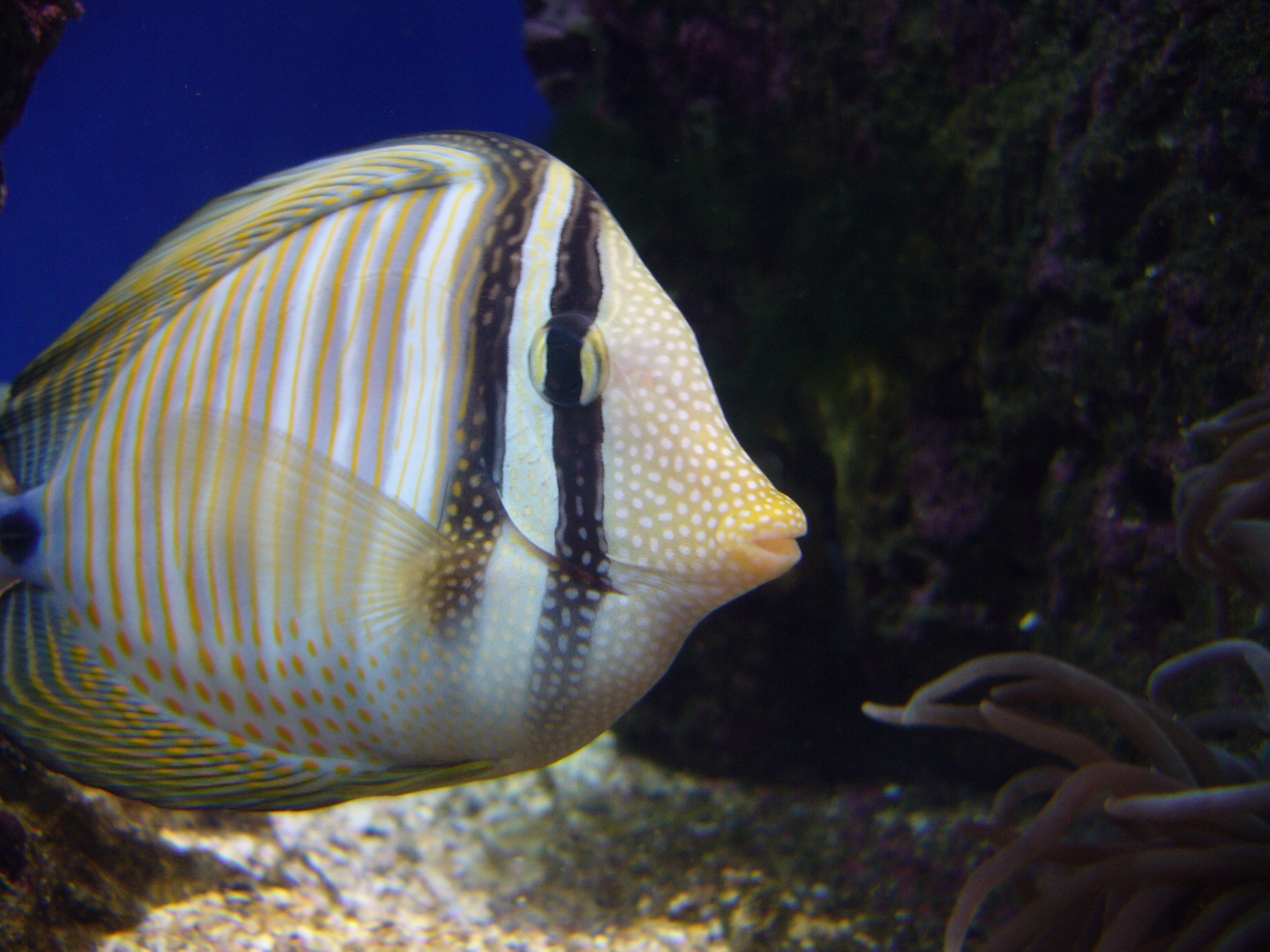
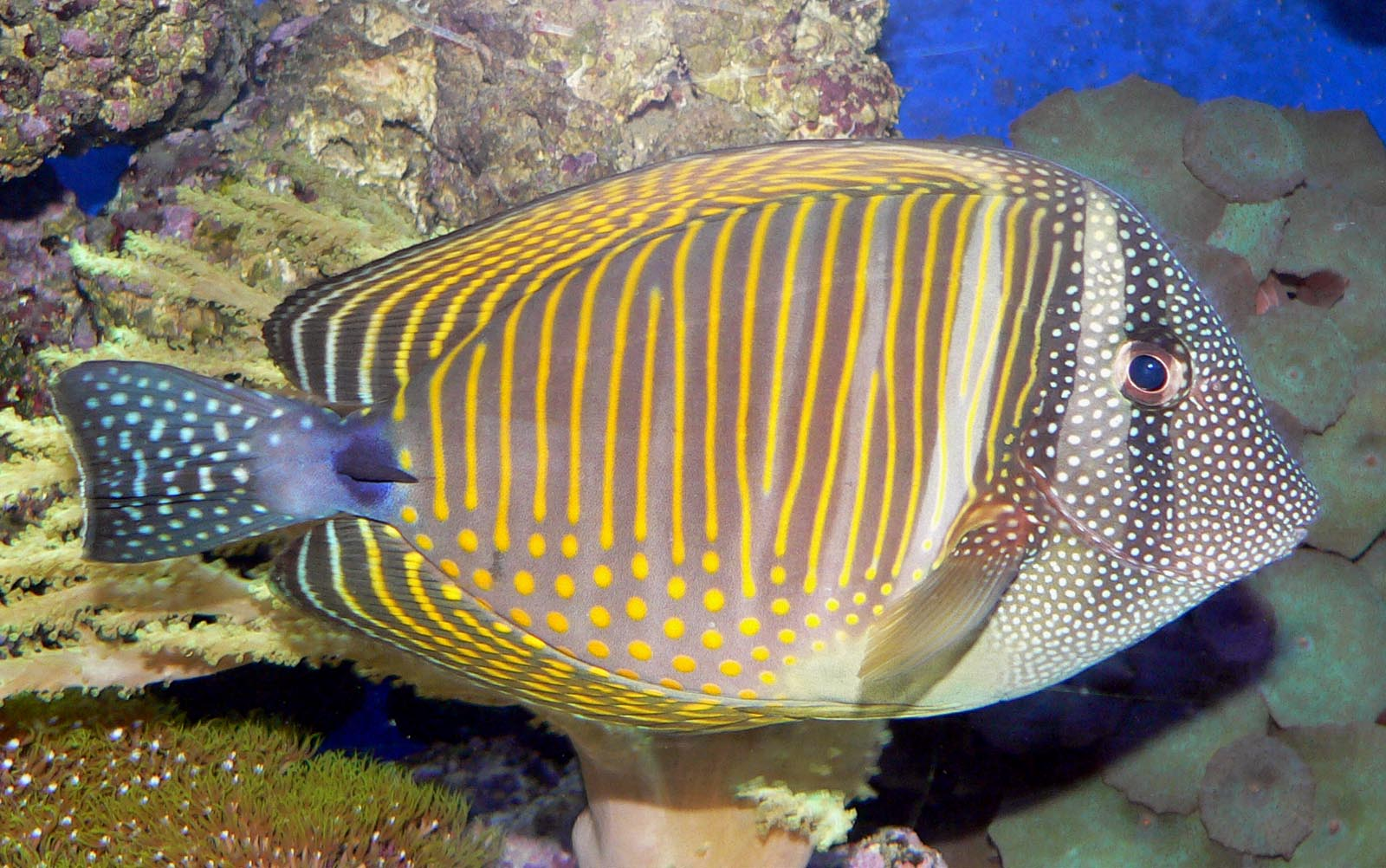
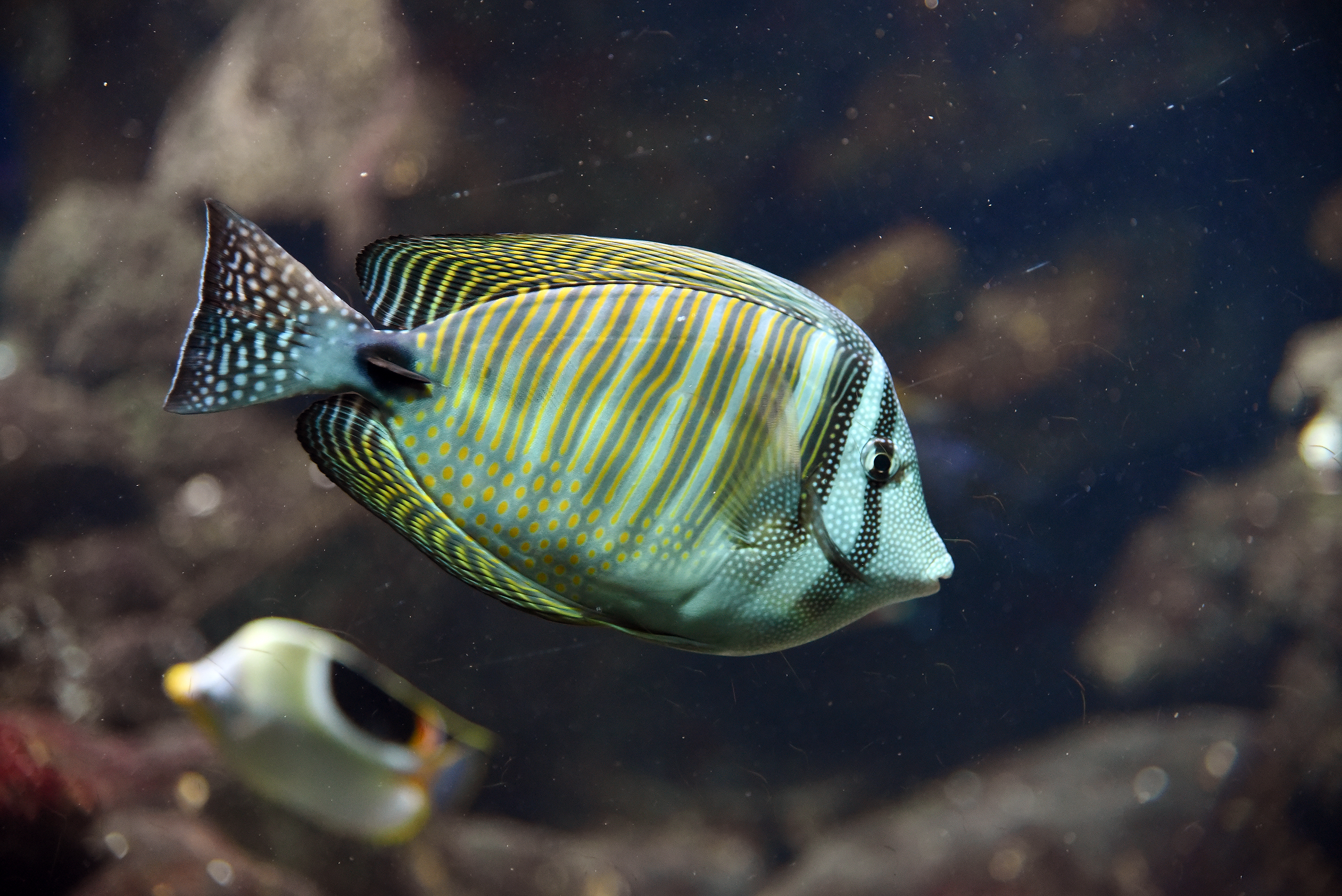
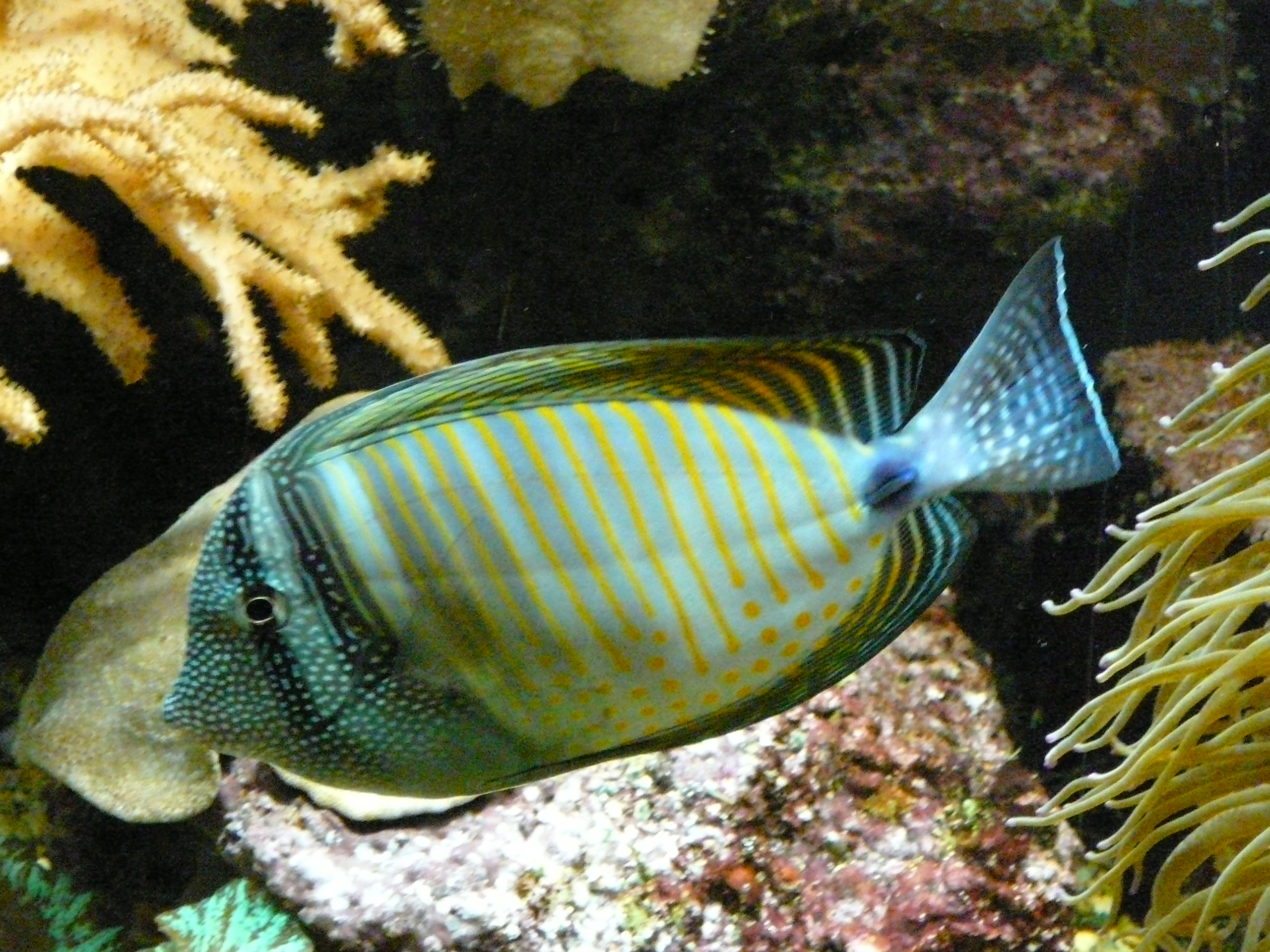
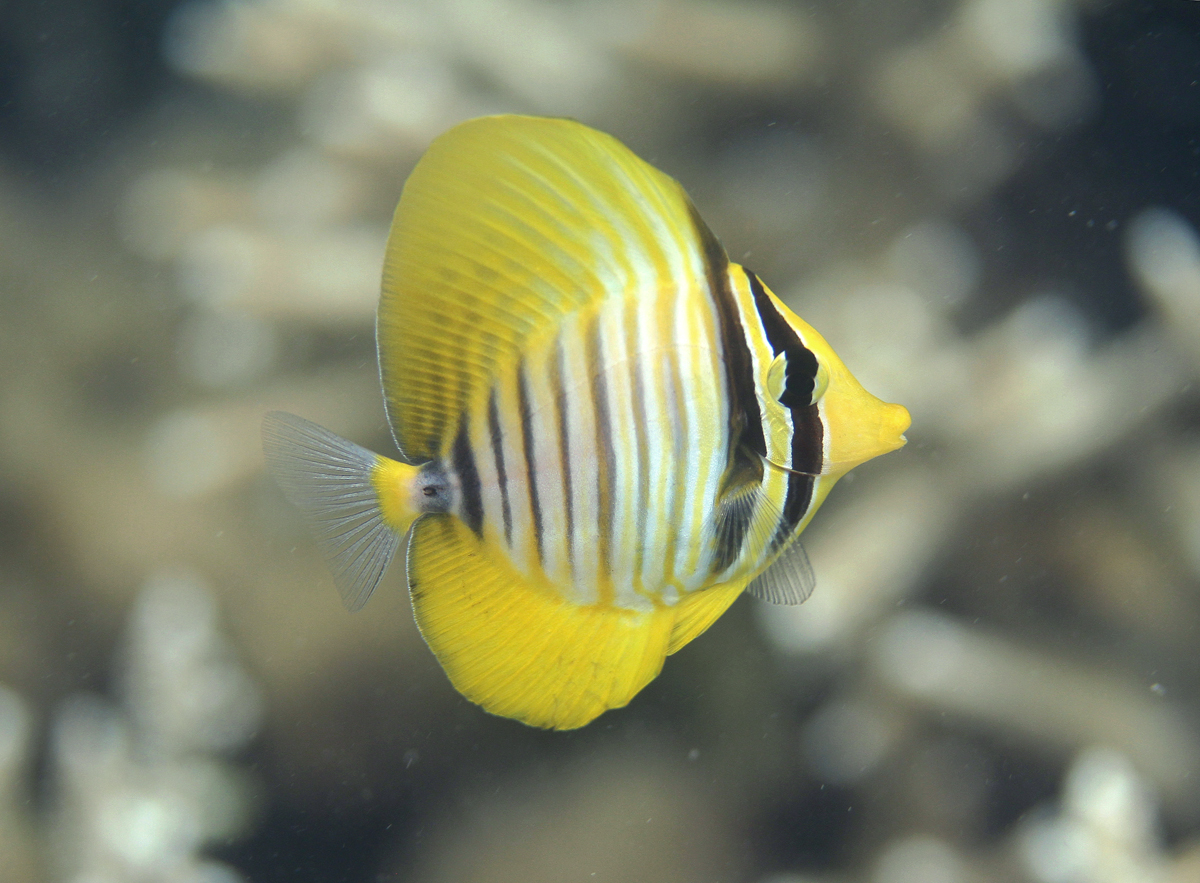
Fiatal példány